# ポワンカレ計量
数学におけるポアンカレ計量（ポアンカレけいりょう、英: Poincaré metric）は、アンリ・ポアンカレにその名を因む、二次元の負曲率一定曲面を記述する計量テンソルである。この計量は、双曲幾何やリーマン面において様々な計算を展開する際に広く用いられる。
二次元の双曲幾何の表現には、互いに同値な三種類がよく用いられる。ひとつは上半平面上の双曲空間のモデルを与えるポアンカレ上半平面模型、もうひとつは単位円板上の双曲空間のモデルを与えるポアンカレ円板模型であり、このふたつは等角写像（共形写像）およびメビウス変換によって与えられる等距写像によって関連付けられる。いまひとつの表現は穴あき円板上のもので、その関係性はq-類似によっても表される。以下これらについて述べる。

## リーマン面上の計量についての概観
複素数平面上の計量を一般に、λ を z および z を変数とする正実数値函数として 
{\displaystyle ds^{2}=\lambda ^{2}(z,{\bar {z}})\,dz\,d{\bar {z}}}
なる形に表すことができ、複素数平面上の曲線 γ の長さ l(γ) は 
{\displaystyle l(\gamma )=\int _{\gamma }\lambda (z,{\bar {z}})\,|dz|}
で与えられる。また、複素数平面の部分集合 M の面積 area(M) は
{\displaystyle {\text{area}}(M)=\int _{M}\lambda ^{2}(z,{\bar {z}})\,{\frac {i}{2}}\,dz\wedge d{\bar {z}}}
と書ける。ただし、{\displaystyle \wedge } は体積形式を構成するのに用いる外積である。この計量の行列式の値は λ4 に等しく、従って行列式の平方根は λ2 である。平面上のユークリッド体積形式 dx∧dy に対して、
{\displaystyle dz\wedge d{\bar {z}}=(dx+i\,dy)\wedge (dx-i\,dy)=-2i\,dx\wedge dy}
なる関係が成り立つ。函数 Φ(z, z) が計量ポテンシャル (potential of the metric) であるとは 
{\displaystyle 4{\frac {\partial }{\partial z}}{\frac {\partial }{\partial {\bar {z}}}}\Phi (z,{\bar {z}})=\lambda ^{2}(z,{\bar {z}})}
を満たすことを言う。ラプラス-ベルトラミ作用素 Δ は
{\displaystyle \Delta ={\frac {4}{\lambda ^{2}}}{\frac {\partial }{\partial z}}{\frac {\partial }{\partial {\bar {z}}}}={\frac {1}{\lambda ^{2}}}\left({\frac {\partial ^{2}}{\partial x^{2}}}+{\frac {\partial ^{2}}{\partial y^{2}}}\right)}
で与えられ、計量のガウス曲率 K は
{\displaystyle K=-\Delta \log \lambda }
で与えられる。この曲率はリッチのスカラー曲率テンソルの半分である。
等距写像 (isometry) は角度と弧長を保ち、リーマン面上では等距写像は座標変換と同一視される。つまり、ラプラス-ベルトラミ作用素も主曲率も等距写像に関する不変量なのである。従って例えば、S が計量 λ2(z, z) dz dz を、T が計量 μ2(w, w) dw dw をそれぞれ持つリーマン面とすれば、写像
{\displaystyle f\colon S\to T;\;z\mapsto w(z)}
が等距変換となるための必要十分条件は f が共形写像となることであり、それには
{\displaystyle \mu ^{2}(w,{\bar {w}})\;{\frac {\partial w}{\partial z}}\,{\frac {\partial {\bar {w}}}{\partial {\bar {z}}}}=\lambda ^{2}(z,{\bar {z}})}
が成り立てば十分である。ここに、写像が共形であることを要求することは
{\displaystyle w(z,{\bar {z}})=w(z)}
が成り立つこと、即ち、
{\displaystyle {\frac {\partial }{\partial {\bar {z}}}}w(z)=0}
が満たされることを言うに他ならない。

## ポアンカレ平面上の計量と体積要素
ポアンカレ上半平面模型におけるポアンカレ計量テンソルは上半平面 H 上で
{\displaystyle ds^{2}={\frac {dx^{2}+dy^{2}}{y^{2}}}={\frac {dz\,d{\bar {z}}}{y^{2}}}}
なるものとして与えられる。ここで dz = dx + i dy と書いた。この計量テンソルは SL(2, R) の作用の下で不変である。実際、ad − bc = 1 なる実数 a, b, c, d を用いて
{\displaystyle z'=x'+iy'={\frac {az+b}{cz+d}}}
と書くとき、
{\displaystyle x'={\frac {ac(x^{2}+y^{2})+x(ad+bc)+bd}{|cz+d|^{2}}},\quad y'={\frac {y}{|cz+d|^{2}}}}
が成り立ち、無限小変換は
{\displaystyle dz'={\frac {dz}{(cz+d)^{2}}},\quad dz'd{\bar {z}}'={\frac {dz\,d{\bar {z}}}{|cz+d|^{4}}}}
で与えられるから、先の計量テンソルが SL(2,R) のもとで不変であることは明らかである。
不変体積要素は
{\displaystyle d\mu ={\frac {dx\,dy}{y^{2}}}}
で与えられる。また、計量を z1, z2 ∈ H に対して
{\displaystyle \rho (z_{1},z_{2})=2\tanh ^{-1}{\frac {|z_{1}-z_{2}|}{|z_{1}-{\bar {z}}_{2}|}},}
{\displaystyle \rho (z_{1},z_{2})=\log {\frac {|z_{1}-{\bar {z}}_{2}|+|z_{1}-z_{2}|}{|z_{1}-{\bar {z}}_{2}|-|z_{1}-z_{2}|}}}
などと書くことができる。他にもこの計量の重要な表し方として、複比を用いる形のものがある。一点コンパクト化された複素数平面 {\displaystyle {\hat {\mathbb {C} }}=\mathbb {C} \cup \{\infty \}} 上の任意の四点 z1, z2, z3, z4 に対して、それらの複比が
{\displaystyle (z_{1},z_{2};z_{3},z_{4})={\frac {(z_{1}-z_{2})(z_{3}-z_{4})}{(z_{2}-z_{3})(z_{4}-z_{1})}}}
で与えられ、計量は
{\displaystyle \rho (z_{1},z_{2})=\ln(z_{1},z_{2}^{\times };z_{2},z_{1}^{\times })}
と書ける。ただし、z1×, z2× は、z1 と z2 とを測地的に結ぶ実数直線上での両端点であり、またこれらは z1 が z1× と z2 の間にあるように番号付けられている。
この計量に対する測地線は、実軸に直交する円弧（原点が実軸上にある半円）および実軸上に端点を持つ垂直線である。

## 平面から円板への等角写像
ポアンカレ上半平面はポアンカレ円板上にメビウス変換
{\displaystyle w=e^{i\phi }{\frac {z-z_{0}}{z-{\bar {z}}_{0}}}}
によって等角的に写すことができる。ここで w は、上半平面上の点 z に対応する単位円板上の点である。この写像において、定数 z0 は上半平面上の任意の点とすることができる（この点が単位円板の中心に写る）。実軸 Im z =0 は単位円板の周 |w| = 1 に写る。また、実定数 φ は任意に決まった量だけ円板を回転させるために用いられる。
虚数単位 i を円板の中心に、0 を円板の最下点に写す標準写像（標準座標系）は
{\displaystyle w={\frac {iz+1}{z+i}}}
で与えられる。

## ポアンカレ円板上の計量と体積要素
ポアンカレ円板模型におけるポアンカレ計量テンソルは、単位円板 U = {z = x + iy : |z| = √x2 + y2 < 1 } 上に
{\displaystyle ds^{2}={\frac {dx^{2}+dy^{2}}{(1-(x^{2}+y^{2}))^{2}}}={\frac {dz\,d{\bar {z}}}{(1-|z|^{2})^{2}}}}
で与えられる。対応する体積形式は
{\displaystyle d\mu ={\frac {dx\,dy}{(1-(x^{2}+y^{2}))^{2}}}={\frac {dx\,dy}{(1-|z|^{2})^{2}}}}
である。このポアンカレ計量は、z1, z2 ∈ U に対して
{\displaystyle \rho (z_{1},z_{2})=\tanh ^{-1}\left|{\frac {z_{1}-z_{2}}{1-z_{1}{\bar {z}}_{2}}}\right|}
と書くことができる。
この計量テンソルに対する測地線は、円板の境界上にある端点において円板の境界と直交するような円弧である。

## 穴あき円板模型

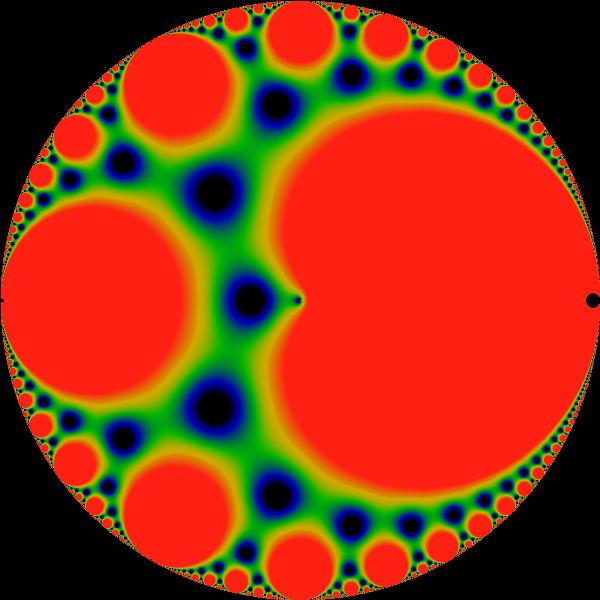
ノーム q の函数としての、穴あき円板座標系に関する J-不変量（楕円モジュラー函数）

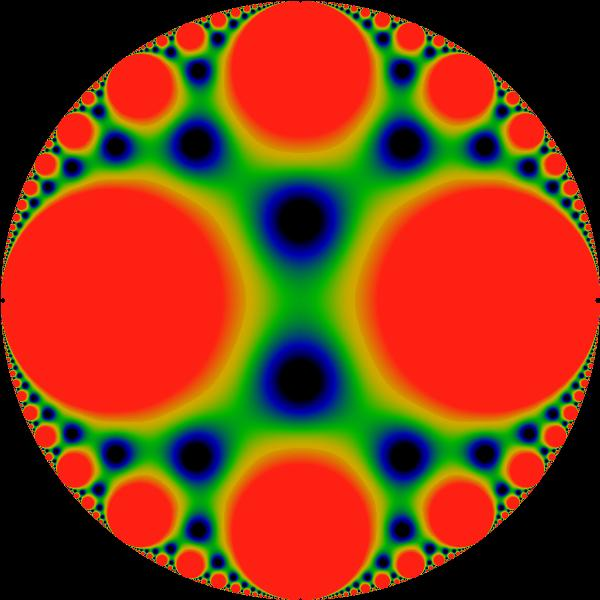
ポアンカレ円板座標系に関する J-不変量。この円板は先に挙げた標準座標系を90度回転したものであることに注意。

上半平面から円板への写像でもう一つ広く用いられるものが、q-写像
{\displaystyle q=\exp(i\pi \tau )}
である。ここに q はノームで τ は半周期比を表す。前節での記法を用いれば、τ は上半平面 Im τ における座標である。q = 0 はこの写像の像に含まれないから、この写像は穴あき円板に値を取るものになっていることに注意。
上半平面上のポアンカレ計量から、この q-円板上の計量
{\displaystyle ds^{2}={\frac {4}{|q|^{2}(\log |q|^{2})^{2}}}dq\,d{\bar {q}}}
が誘導される。この計量に関するポテンシャルは
{\displaystyle \Phi (q,{\bar {q}})=4\log \log |q|^{-2}}
で与えられる。

## シュヴァルツの補題
ポアンカレ計量は調和函数の空間の上に定義される縮小写像を成す。このことはシュヴァルツの補題の一般化であり、シュヴァルツ-アールフォルス-ピックの定理と呼ばれる。